# Шарапова, Раиса Дорджиевна
Раи́са Дорджи́евна Шара́пова (1937 — 2005) — калмыцкий, советский учитель начальных классов. Народный учитель СССР (1984).

## Биография
Раиса Шарапова родилась в 1937 году.
В 1967 году окончила Калмыцкий педагогический институт (заочно).
В 1957—1959 годах — директор школы в совхозе «Победа» Приютненского района Калмыкии. С 1959 года — в школах Элисты, с 1966 — в средней школе №10.
Депутат Верховного Совета Калмыцкой АССР.
Умерла в 2005 году.

## Награды и звания
- Народный учитель СССР (1984)
- Орден «Знак Почёта»
- Медаль «В ознаменование 100-летия со дня рождения Владимира Ильича Ленина»
- Отличник народного просвещения РСФСР
- Почётная грамота Республики Калмыкия
- Почётная грамота Министерства образования и науки Республики Калмыкия
- Почётный гражданин Элисты (2002).